# Ica

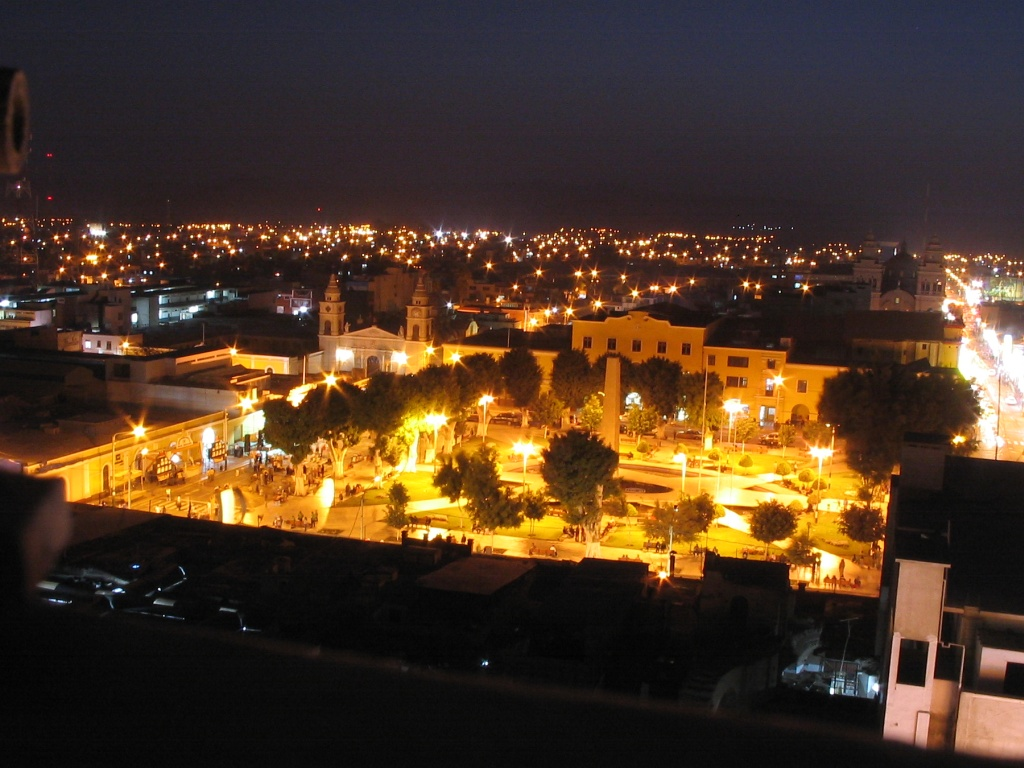
Praça de armas de Ica.

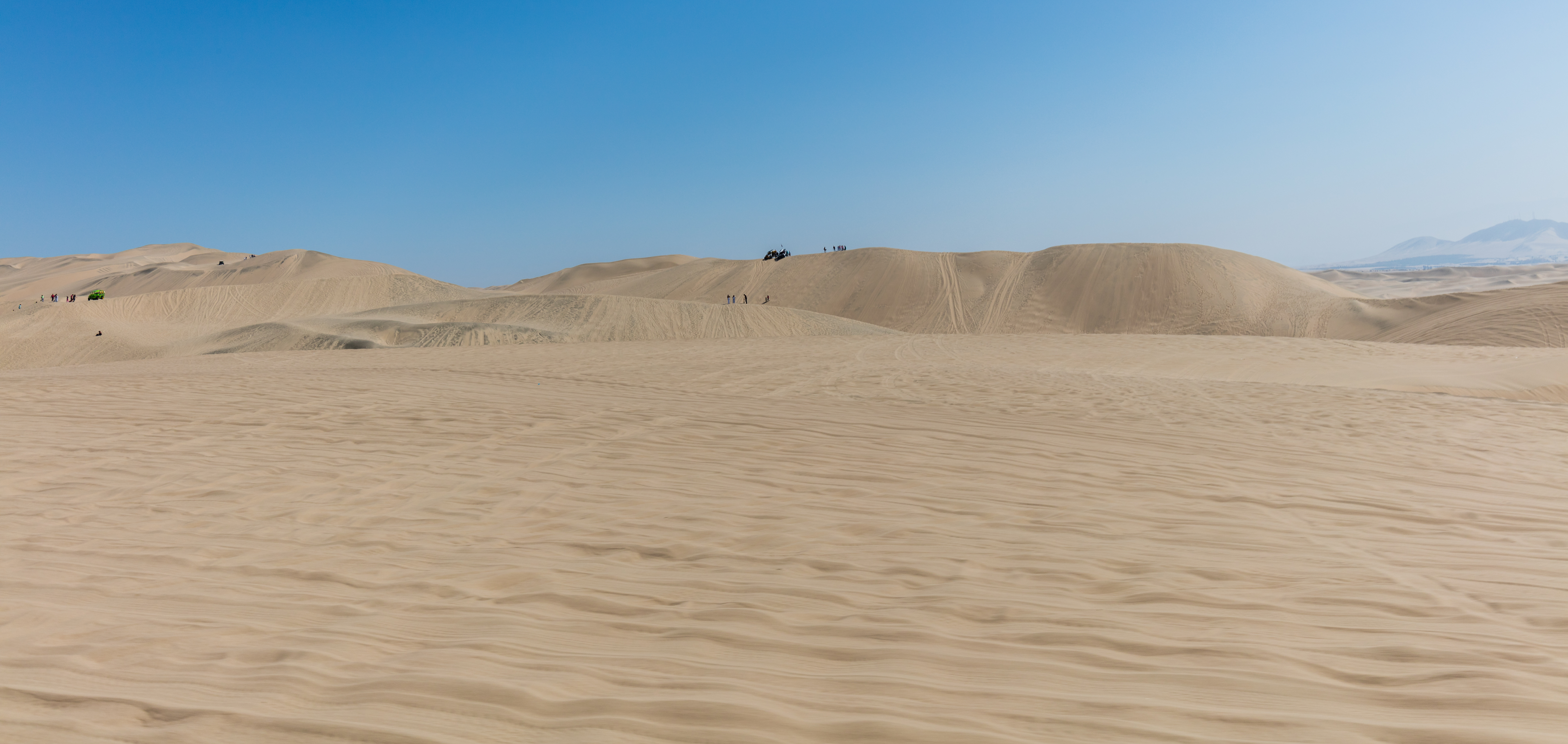
Dunas vizinhas Ica

Ica é uma cidade do Peru, capital do departamento e da província de mesmo nome. Tem cerca de 247 mil habitantes. Situada às margens do rio Ica, que banha uma fértil planície onde se cultivam videiras, palmeiras, tamareiras e algodão. É um centro vinícola. Fundada em 1563 com o nome de Vila de Valverde, em suas imediações destacou-se a cultura inca, de seu apogeu até 1450 d.C.
A cidade foi uma das mais arrasadas pelo terremoto em 15 de agosto de 2007, juntamente com Pisco e Chincha Alta. O tremor atingiu 8 pontos na escala Richter.

## Geminações
A cidade de Ica tem a seguinte cidades-irmãs:
- Miami Beach, Flórida, Estados Unidos